# 14 février 2001
 (février 2024).
Le mercredi 14 février 2001 est le 45e jour de l'année 2001.

## Décès
- Max Charbit, footballeur international français (° 17 juin 1908).
- Jean Giraudy, avocat et pionnier de la publicité français (° 4 mars 1904).
- Guy Grosso (Guy Marcel Sarrazin dit), acteur et fantaisiste français (° 19 août 1933).
- Richard Laymon, écrivain américain (° 14 janvier 1947).
- Piero Umiliani, compositeur de musique italien (° 17 juillet 1926).

## Événements
- Le Parlement européen renforce sa réglementation en matière de production et de commercialisation des produits issus d'organismes génétiquement modifiés (OGM)[1].
- le Kansas revalide l'enseignement de la théorie de l'évolution de Charles Darwin éclipsée un temps par un certain intégrisme biblique.[réf. souhaitée]
- Deux astronautes américains effectuent la centième sortie dans l'espace de l'histoire spatiale américaine au cours de l'assemblage du module Destiny sur la station internationale (ISS)[2].
- Orange rate son introduction en bourse. L'action perd 1,1 % le premier jour de cotation, le mardi, et termine mercredi avec une baisse de 6,3 %[3].
- Le bureau de l'ONU à Kaboul est fermé par les Talibans[4].
- Un palestinien fonce dans un groupe de personnes avec son bus au sud de Tel-Aviv et fait 8 morts[5].